# Lillies kolibrie
Lillies kolibrie (Chrysuronia lilliae synoniem: Lepidopyga lilliae) is een vogel uit de familie Trochilidae (kolibries). De vogel werd in 1913 verzameld en in 1917 door de Amerikaanse bioloog Witmer Stone geldig beschreven en vernoemd naar zijn echtgenote Lillie. Het is een ernstig bedreigde, endemische vogelsoort in Colombia.

## Kenmerken
De vogel is gemiddeld 9 cm lang. Het is een van boven glanzend groene kolobrie, met een eveneens glanzend blauwe buik en een bijna rechte snavel. De vogel lijkt sterk op saffierkeelkolibrie (C. coeruleogularis), maar die heeft een minder duidelijk glanzend blauw op de buik.

## Verspreiding en leefgebied
Deze soort is endemisch in noordelijk Colombia  langs de Caraïbische kust. Het leefgebied bestaat uit de wouden en mangrovebossen in de kuststrook. De meeste waarnemingen komen uit het Nationale Park Ciénaga Grande de Santa Marta.

## Status
Lillies kolibrie heeft een zeer klein verspreidingsgebied en daardoor is de kans op uitsterven aanwezig. De grootte van de populatie werd in 2016 door BirdLife International geschat op 50 tot 250 volwassen individuen en de populatie-aantallen nemen af door vervuiling en bouwactiviteiten in het kustgebied. Om deze redenen staat deze soort als ernstig bedreigd (kritiek) op de Rode Lijst van de IUCN.